# Rode paddenkopschildpad
De rode paddenkopschildpad (Rhinemys rufipes) is een schildpad uit de familie slangenhalsschildpadden (Chelidae).

## Naam en indeling
De wetenschappelijke naam van de soort werd voor het eerst voorgesteld door Johann Baptist von Spix in 1824. Oorspronkelijk werd de wetenschappelijke naam Emys rufipes gebruikt. Het is de enige soort uit het monotypische geslacht Rhinemys. De soort behoorde vroeger tot geslachten als Emys, Platemys en meer recentelijk tot Phrynops.
De geslachtsnaam Rhinemys betekent vrij vertaald 'neushoornschildpad'; rhinos = hoorn en chelys = zoetwaterschildpad. De soortaanduiding rufipes betekent vrij vertaald 'rode poten'; rufus = rood en pes = poot of voet.

## Uiterlijke kenmerken
De schildpad kan een rugschildlengte bereiken van 26 centimeter, het schild is bruin van kleur en ovaal van vorm. Het schild is altijd sterk gekield, ook bij de volwassen exemplaren. De marginaalschilden hebben een stekelachtig uitsteeksel aan de buitenzijde. Het buikschild en de verbindingen met het rugschild hebben een gele kleur, het buikschild is niet voorzien van scharnierende delen. De voorste lob is breder dan die aan de achterzijde. De plastronformule is als volgt: intergul >< fem > an > hum >< pect > abd > gul.
De soort wordt in andere talen wel rode slangenhalsschildpad genoemd vanwege de rode kleur van de ledematen, zowel de kop, poten als staart zijn meestal helderrood van kleur. Dit in tegenstelling tot de soorten uit het geslacht van de paddenkopschildpadden (Phrynops), waartoe de soort lange tijd behoorde. De kop is overwegend helder rood van kleur met een zwarte bovenzijde. De kleur neigt soms naar roodbruin en wordt minder helder naarmate de schildpad ouder wordt, maar aan de rode kleur is deze soort altijd makkelijk te onderscheiden van andere soorten. Van de snuitpunt tot de gehooropening is een zwarte lengtestreep aanwezig die door het oog loopt. De kop is relatief breed en plat. Onder de kin zijn twee kleine baarddraden aanwezig. De snuitpunt is spits en steekt duidelijk naar voren uit. Ook de poten zijn rood van kleur, de voorpoten dragen vijf klauwen, de achterpoten vier. Zowel de voor- als de achterpoten zijn voorzien van goed ontwikkelde zwemvliezen.
Mannetjes zijn van vrouwtjes te onderscheiden doordat ze kleiner blijven, een langere en dikkere staart hebben en een duidelijk hol buikpantser, vrouwtjes hebben een plat buikpantser.

## Levenswijze
De schildpad neemt slechts af en toe een zonnebad en verschuilt zich in de strooisellaag of foerageert in het water. De schildpad is een omnivoor en zoekt voornamelijk op de bodem van het water naar voedsel. Op het menu staan diverse planten of delen daarvan zoals algen, zaden en stengels. Daarnaast worden verschillende gewervelde en ongewervelde dieren buitgemaakt, zoals wormen, insecten, kreeftachtigen, vissen, amfibieën en kleine reptielen zoals hagedissen. Uit waarnemingen blijkt dat de zaden van planten uit de palmen een belangrijk deel van het dieet vormen.
De vrouwtjes zijn na zes tot tien jaar volwassen. Ze zetten drie tot twaalf broze, ronde eieren af die een diameter hebben van ongeveer 40 millimeter. Juveniele dieren hebben een zeer goed ontwikkelde kiel op het midden van het rugschild en sterk gedoornde marginaalschilden.

## Verspreiding en habitat
De rode paddenkopschildpad komt voor in delen van Zuid-Amerika en leeft in de landen Brazilië, Colombia en mogelijk ook in Peru. Het areaal beslaat de bovenloop van de Amazonerivier. De habitat bestaat uit stromende wateren in regenwouden, het water kan zowel snel- als langzaam stromend zijn en de schildpad wordt gevonden in zowel heldere als troebele wateren. De soort leeft in kleinere stroompjes in bossen met een dicht bladerdak zoals zwartwaterrivieren en wordt niet aangetroffen grotere, open rivieren.

## Beschermingsstatus
De rode paddenkopschildpad komt in delen van het areaal versnipperd voor, in sommige streken zijn echter grote populaties aangetroffen. De soort wordt bevist en is ook geliefd in de handel in exotische dieren vanwege de bonte kleuren. De schildpad kwijnt echter vaak weg in gevangenschap omdat stilstaand water slecht wordt getolereerd. Vaak sterven de dieren aan bacteriële of schimmelinfectie van de huid.
Door de internationale natuurbeschermingsorganisatie IUCN is de beschermingsstatus 'gevoelig' toegewezen (Near Threatened of NT).